# Mesosa nomurai
Mesosa nomurai är en skalbaggsart som beskrevs av Hayashi 1964. Mesosa nomurai ingår i släktet Mesosa och familjen långhorningar. Inga underarter finns listade i Catalogue of Life.